# Nicolas Rolin
Nicolas Rolin, född 1376 i Autun i dagens Bourgogne-Franche-Comté, död 1462 i Autun, var en burgundisk statsman. Han var långvarig och framgångsrik kansler till Filip III av Burgund 1422–1462 och deltog på Arraskongressen 1435 då Karl VII av Frankrike erkände Burgunds suveränitet i utbyte mot burgundiskt stöd i hundraårskriget mot England. I sitt tredje äktenskap gifte han sig med Guigone de Salins (1403–1470) och tillsammans uppförde de sjukhemmet och fattighuset Hôtel-Dieu de Beaune 1443–1451. Rolin var konstmecenat och beställde Kansler Rolins madonna av Jan van Eyck (cirka 1436) och Yttersta domen av Rogier van der Weyden (cirka 1443–1451). Hans son Jean Rolin utnämndes till biskop 1431 och kardinal 1448.